# Babki (gromada)
Babki (do 31 XII 1959 Czapury) – dawna gromada, czyli najmniejsza jednostka podziału terytorialnego Polskiej Rzeczypospolitej Ludowej w latach 1954–1972.
Gromady, z gromadzkimi radami narodowymi (GRN) jako organami władzy najniższego stopnia na wsi, funkcjonowały od reformy reorganizującej administrację wiejską przeprowadzonej jesienią 1954 do momentu ich zniesienia z dniem 1 stycznia 1973, tym samym wypierając organizację gminną w latach 1954–1972.
Gromadę Babki z siedzibą GRN w Babkach utworzono 1 stycznia 1960 w powiecie poznańskim w woj. poznańskim w związku z przeniesieniem siedziby GRN gromady Czapury z Czapur do Babek i zmianą nazwy jednostki na gromada Babki.
W 1965 gromada miała 25 członków GRN.
Gromada przetrwała do końca 1972 roku, czyli do kolejnej reformy gminnej.